# Militia equestris
De militia equestris was de voorgeschreven militaire loopbaan voor de Romeinse ridderstand (equites), vergelijkbaar met de cursus honorum voor Romeinse burgers. Hoewel de equites reeds onder Augustus carrière maakten en verscheidene posten kenden, werden de militiae equestres pas onder Claudius echt gestroomlijnd. De vierdelige militia equestris zou pas onder Hadrianus ingang vinden.

## Demilitiae equestres
De militaire loopbaan van een ridder bestond meestal uit 3 delen:

### Militia prima
De eerste stap naar een militaire carrière voor een eques was de zogenaamde militia prima of het ambt van aanvoerder van een cohort quingenaria (praefectus cohortis quingenariae) van een eenheid hulptroepen (auxilia) bestaande uit 500 soldaten. Er waren ongeveer 300 van deze posten beschikbaar en de soldij bedroeg 20.000 sestertiën. Meer dan 60% van de ridders stroomde door naar de tweede fase, de militia secunda.

### Militia secunda
Als men zijn militia prima had doorlopen, kon men tribunus van een cohors milliariae (tribunus cohortis milliariae), een eenheid van 1000 man, worden of tribunus angusticlavius legionis (eerder administratieve rol in het legioen). Er waren ongeveer 190 van deze posten beschikbaar en het soldij werd opgetrokken naar 40.000 sestertiën. Zo'n 30% van de ridders werd bevorderd naar het derde niveau, de militia tertia.

### Militia tertia
Als men zijn militia secunda had afgerond, kon bevelhebber van een cavalerie-eenheid van de hulptroepen (praefectus alae quingenariae) van 500 ruiters worden. De meesten traden na 10 jaar uit het leger om een burgerlijk ambt te gaan vervullen (o.a. als procuratores). Er waren ongeveer 90 van deze posten beschikbaar, maar het soldij bedroeg dan ook 60.000 sestertiën. Slechts enkele (3%) zeer getalenteerde militairen kregen de kans op de hoogste post in de militia equestris, de militia quarta.

### Militia quarta
Als men echt getalenteerd was kon men na zijn militia tertia bevelhebber worden van een van de 1000 man grote cavalerie-eenheden (praefectus alae milliariae). Er waren slechts een tien posten beschikbaar met een soldij van 80.000 sestertiën waardoor dus enkel zij die het meest aanleg hadden voor het militaire doorstootten naar deze functie. Na hun militaire loopbaan maakten deze mannen meestal snel carrière in het Romeinse Rijk.

## Verder lezen
- R. Cagnat, art. Militia equestris, Militiae equestres, in C. Daremberg - E. Saglio (edd.), Le Dictionnaire des Antiquités Grecques et Romaines, III.2, Parijs, 1904, pp. 1891-[dode link]1893[dode link].
- H. Devijver, Een sociogram van Tacitus' en Plinius' maatschappij, in Kleio 14 (1984), pp. 101-126.
- H. Devijver, Les ‘militiae equestres’ de P. Helvius Pertinax, in ZPE 75 (1988), pp. 207–214.
- Spurius Purgitius Macer, art. Militia equestris, ImperiumRomanum.net (2006).
- D.B. Saddington, The relationship between holding office in a municipium or colonia and the militia equestris in the early principate, in Athenaeum 84 (1996), pp. 157-181.